# Eugen Schlumberger
Eugen Schlumberger (* 8. August 1929) ist ein ehemaliger deutscher Fußballspieler.

## Sportlicher Werdegang
Schlumberger gehörte 1946 zu den Gründungsmitgliedern des SV Amstetten 1946 aus der württembergischen Gemeinde Amstetten. Später wechselte er nach Ulm zum Fußballspielen, wo er sowohl für die TSG Ulm 1846 als auch den 1. SSV Ulm 1928 – die Fusionspartner zum späteren SSV Ulm 1846 – aktiv war. Für die TSG lief er nach dem Aufstieg in die erstklassige Oberliga Süd im Sommer 1952 in der Spielzeit 1952/53 in sechs Ligaspielen auf, dabei erzielte er drei Tore. Er spielte dabei auf der Position des Linksaußen. Mit der Mannschaft um Hans Eberle, Manfred Ruoff, Georg Lechner, Heinz Elzner und Alfons Remlein stieg er jedoch direkt wieder ab. Mit dem 1. SSV 1928 spielte er später um den letztlich verpassten Aufstieg in die II. Division, 1957 gewann er mit der Mannschaft den WFV-Pokal.